# Скоморохівська сільська рада (Тернопільський район)
Скоморо́хівська сільська́ ра́да — адміністративно-територіальна одиниця та орган місцевого самоврядування в Тернопільському районі Тернопільської області. Адміністративний центр — село Скоморохи.

## Загальні відомості
Скоморохівська сільська рада утворена в 1939 році.
- Територія ради: 24,55 км²
- Населення ради: 1 721 особа (станом на 2001 рік)
- Територією ради протікає річка Гнізна

## Населені пункти
Сільській раді підпорядковані населені пункти:
- с. Скоморохи
- с. Прошова
- с. Смолянка
- с. Теофілівка

## Населення
Згідно з переписом УРСР 1989 року чисельність наявного населення сільської ради становила 1652 особи, з яких 720 чоловіків та 932 жінки.
За переписом населення України 2001 року в сільській раді мешкало 1710 осіб.

### Мова
Розподіл населення за рідною мовою за даними перепису 2001 року:
| Мова       | Відсоток |
| ---------- | -------- |
| українська | 99,83 %  |
| російська  | 0,12 %   |
| румунська  | 0,06 %   |

## Склад ради
Рада складається з 16 депутатів та голови.
- Голова ради: Бондзюх Петро Петрович

### Керівний склад попередніх скликань
| Прізвище, ім'я, по батькові | Основні відомості                                                 | Дата обрання | Дата звільнення |
| --------------------------- | ----------------------------------------------------------------- | ------------ | --------------- |
| Бондзюх Петро Петрович      | Сільський голова, 1980 року народження, вища освіта, безпартійний | 26.03.2006   | 31.10.2010      |
| Бондзюх Петро Петрович      | Сільський голова, 1980 року народження, вища освіта, безпартійний | 31.10.2010   |                 |

Примітка: таблиця складена за даними сайту Верховної Ради України

### Депутати
За результатами місцевих виборів 2010 року депутатами ради стали:

#### За суб'єктами висування
| Суб'єкт висування                                   | Кількість обраних депутатів | %    |
| --------------------------------------------------- | --------------------------- | ---- |
| Самовисування                                       | 15                          | 93,8 |
| Політична партія Всеукраїнське об'єднання «Свобода» | 1                           | 6,3  |

#### За округами
| № округу                                            | Прізвище, ім'я, по батькові  | Дата визнання обраним | Освіта             | Партійна приналежність                    | Відомості про обраного депутата                                              |
| --------------------------------------------------- | ---------------------------- | --------------------- | ------------------ | ----------------------------------------- | ---------------------------------------------------------------------------- |
| Політична партія Всеукраїнське об'єднання «Свобода» |                              |                       |                    |                                           |                                                                              |
| 13                                                  | Петрик Володимир Васильович  | 31.10.2010            | середня спеціальна | член Всеукраїнського об'єднання «Свобода» | «Альфа Віта Україна», фінансовий консультант                                 |
| Самовисування                                       |                              |                       |                    |                                           |                                                                              |
| 1                                                   | Головатий Андрій Ярославович | 31.10.2010            | середня            | позапартійний                             | Технічний коледж, студент                                                    |
| 2                                                   | Кантор Михайло Васильович    | 31.10.2010            | середня спеціальна | позапартійний                             | тимчасово не працює                                                          |
| 3                                                   | Величко Ігор Володимирович   | 31.10.2010            | вища               | позапартійний                             | тимчасово не працює                                                          |
| 4                                                   | Ярмола Андрій Васильович     | 31.10.2010            | незакінчена вища   | позапартійний                             | ТНТУ ім. І.Пулюй, студент                                                    |
| 5                                                   | Мединський Микола Петрович   | 31.10.2010            | незакінчена вища   | позапартійний                             | Тернопільський національний педагогічний університет ім. В. Гнатюка, студент |
| 6                                                   | Педан Любомир Володимирович  | 31.10.2010            | середня            | позапартійний                             | Чортківське педагогічне училище, студент                                     |
| 7                                                   | Копит Любомир Іванович       | 31.10.2010            | середня спеціальна | позапартійний                             | тимчасово не працює                                                          |
| 8                                                   | Сень Олег Михайлович         | 31.10.2010            | незакінчена вища   | позапартійний                             | ТНЕУ, студент                                                                |
| 9                                                   | Курило Марія Іванівна        | 31.10.2010            | середня спеціальна | позапартійна                              | тимчасово не працює                                                          |
| 10                                                  | Крамар Богдан Васильович     | 31.10.2010            | вища               | позапартійний                             | пенсіонер                                                                    |
| 11                                                  | Грибик Володимир Ігорович    | 31.10.2010            | вища               | позапартійний                             | загальноосвітня школа с. Прошова, вчитель                                    |
| 12                                                  | Бойко Василь Володимирович   | 31.10.2010            | незакінчена вища   | позапартійний                             | ТНТУ ім. І.Пулюя, студент                                                    |
| 14                                                  | Петрович Микола Іванович     | 31.10.2010            | середня            | позапартійний                             | тимчасово не працює                                                          |
| 15                                                  | Стебельський Тарас Юрійович  | 31.10.2010            | середня            | позапартійний                             | ТНТУ, студент                                                                |
| 16                                                  | Янковська Галина Михайлівна  | 31.10.2010            | середня спеціальна | позапартійна                              | Скоморохівська сільська рада, секретар                                       |